# FK 흐멜 블샤니

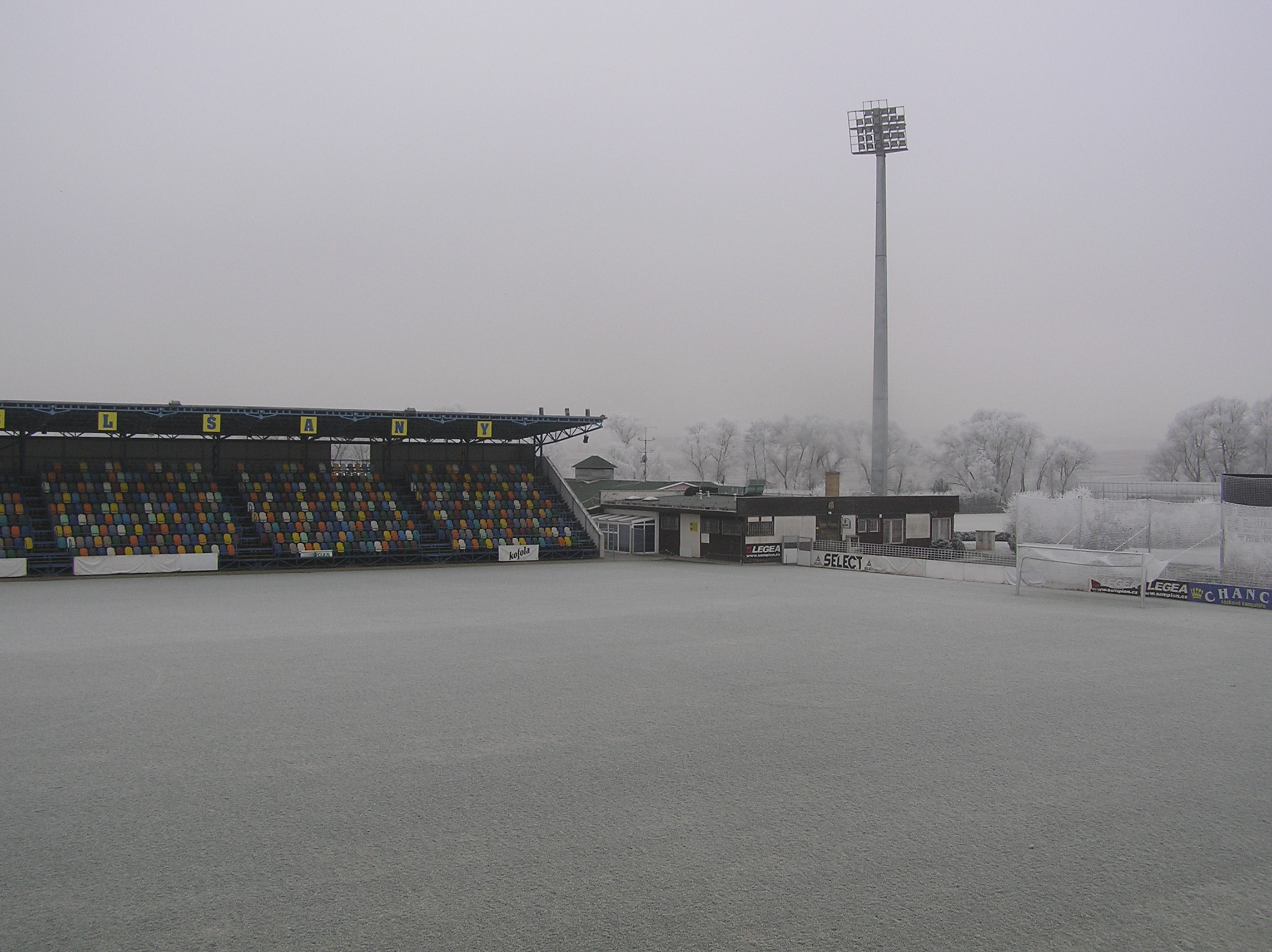

FK 흐멜 블샤니(체코어: FK Chmel Blšany)는 블샤니를 연고로 하는 체코의 축구 클럽이다. 체흐가 한때 이곳에서 뛰었다.

## 역대 감독
| 감독        | 임기        |
| ----------- | ----------- |
| 미할 빌레크 | 2003 ~ 2006 |